# Contea di Turner (Georgia)
La contea di Turner (in inglese Turner County) è una contea dello Stato della Georgia, negli Stati Uniti. La popolazione al censimento del 2000 era di 9 504 abitanti. Il capoluogo di contea è Ashburn.